# Palais Toerring-Jettenbach
 (septembre 2019).
Si vous disposez d'ouvrages ou d'articles de référence ou si vous connaissez des sites web de qualité traitant du thème abordé ici, merci de compléter l'article en donnant les références utiles à sa vérifiabilité et en les liant à la section « Notes et références ».

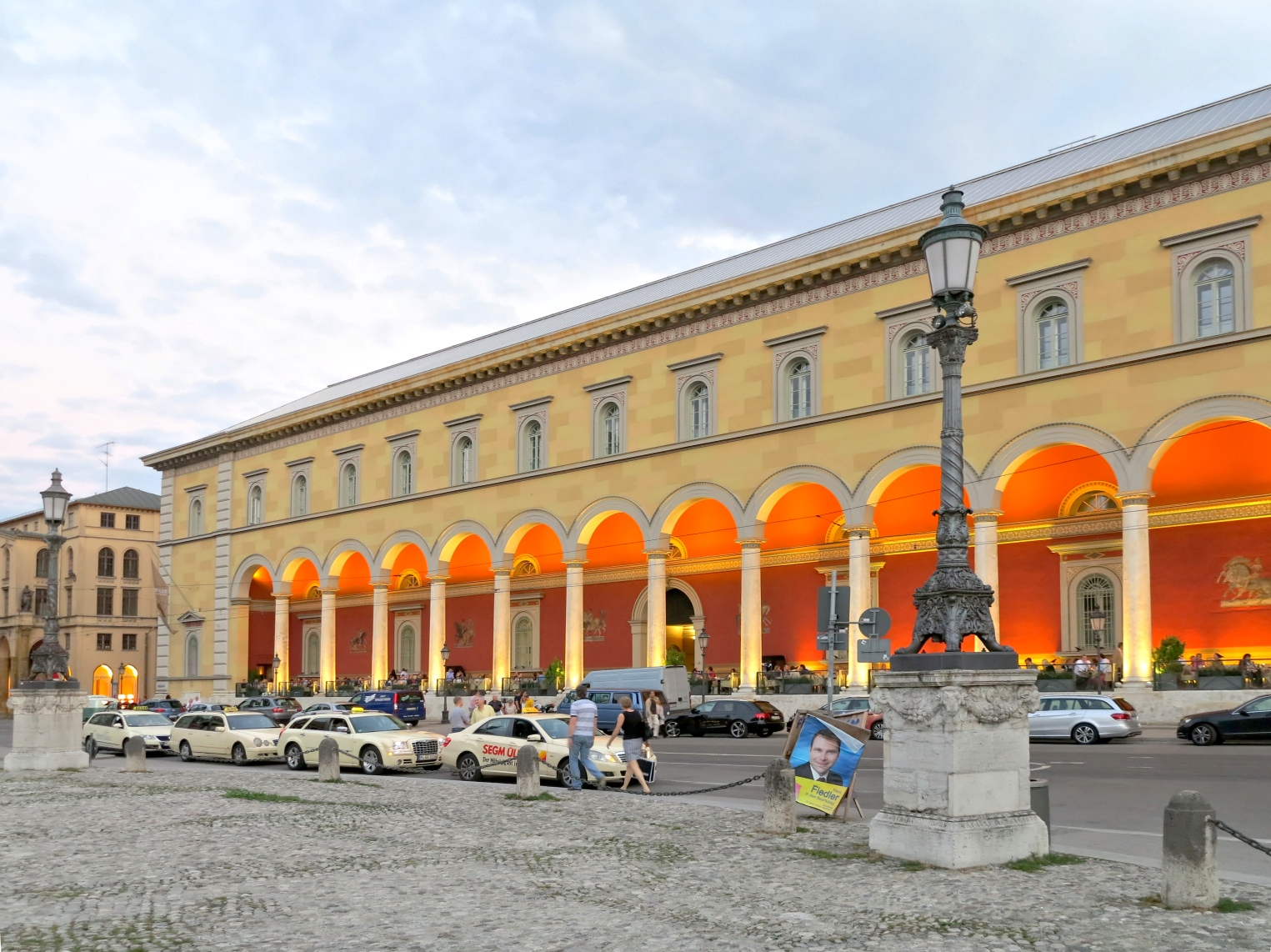
Le palais Toerring-Jettenbach

Le palais Toerring-Jettenbach est un ancien palais de ville situé sur la Max-Joseph-Platz, en face du Königsbau de la résidence de Munich. De style néo-classique, il se trouve à l'angle de la Residenzstraße et de la Maximilianstraße dans la vieille ville de Munich.

## Histoire

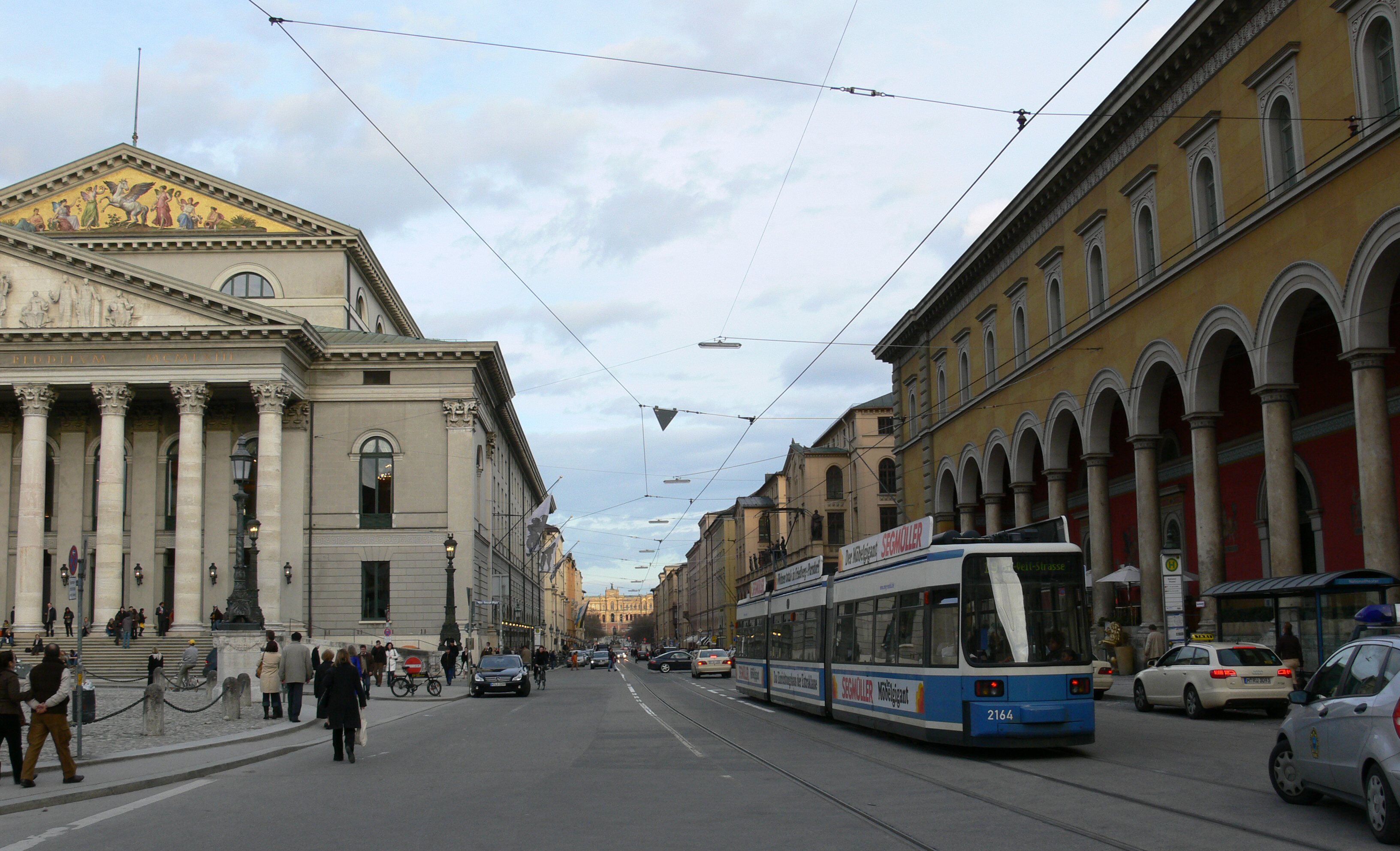
Portique du palais Toerring-Jettenbach (à droite) sur Max-Joseph-Platz en face du Théâtre national.

Le palais d'origine rococo a été construit selon les plans de 1734 entre 1747 et 1754 par Ignaz Anton Gunetzrhainer pour le diplomate, ministre et maréchal Ignaz Felix Graf von Törring-Jettenbach. Les plans provenaient principalement des architectes de la cour viennoise Johann Lucas von Hildebrandt et Joseph Emanuel Fischer von Erlach. Il s’agissait du palais aristocratique le plus sophistiqué de Munich au XVIIIe siècle et le projet de construction faisait partie de la prestigieuse réévaluation de la capitale munichoise dans le cadre des plans impériaux de l’électeur Charles VII de Bavière. Le frère de Gunetzrhainer, Johann Baptist, a aménagé l'intérieur du palais à quatre ailes avec plusieurs cours et les stucs ont été fournis par Johann Baptist Zimmermann. L'escalier d'origine a été achevé après 1763.
Lors de la construction de la façade nord de la Résidence sur le modèle d'un palais florentin de la Renaissance en 1825, le palais lui-même fut remodelé en 1838-39 dans le style d'un portique florentin par Leo von Klenze. Le modèle pour le portique était l'Ospedale degli Innocenti de Florence. Les fresques de Rossenbändern dans le portique sont de Johann Georg Hiltensperger.
Pendant la Seconde Guerre mondiale, le palais a été gravement endommagé et les composants baroques ont été en grande partie détruits. Au cours de la reconstruction, la façade ouest n'a pas été restaurée. Elle a été reconstruite de manière moderne. Le portail baroque a été déplacé vers l'intérieur, devant le guichet.

## Actuellement
Après le départ du bureau de poste qui s'y trouvait, toutes les parties non répertoriées du bâtiment ont été démolies en 2009, tandis que la galerie entièrement préservée de Klenze était incluse dans le nouveau bâtiment. La façade orientale du Hofgraben, également préservée, n'a été que légèrement modifiée. Au-dessus des arcades, l'ancien hall des télécommunications, qui, à son ouverture en 1954, était le plus grand de toute l'Allemagne, a été conservé en tant que salle d'opéra, une structure dont la structure est traçable jusqu'à Klenze. L'ancien portail de la Residenzstraße, qui remonte au XVIIIe siècle, a été déplacé à nouveau, maintenant à l'est de la nouvelle cour intérieure. Après des discussions, des balcons à la française ont finalement émergé sur la façade ouest. Les plans originaux prévoyaient l’utilisation du bâtiment comme hôtel de luxe, mais il y avait un préavis pour l’hôtel et une option pour les bureaux. Enfin, sous le nom de Residenzpost, la conversion en autres logements de luxe de la Maximilianstrasse avec des magasins, des restaurants et des bureaux. Après l'achèvement, il s'appelait Palais an der Oper. La société Louis Vuitton a ouvert une boutique de mode au rez-de-chaussée (Louis Vuitton Maison München). On trouve aussi des bureaux entièrement équipés dans le bâtiment. Les appartements locatifs y sont parmi les plus chers de la ville. Il y a un autre café sous les arcades.
Le bâtiment est un édifice classé de la ville de Munich.
Il est la propriété de l'oligarque russe Arkadi Rotenberg, proche de Vladimir Poutine, comme l'ont révélé les Pandora Papers.